# Chinolinegeel
Chinolinegeel is een gele kleurstof.
In levensmiddelen is het gebruik toegestaan onder E-nummer E104. De ADI bedraagt tot 10 mg per kg lichaamsgewicht; echter per 1 juni 2013 wordt deze ADI teruggebracht tot 0,5 mg/kg. Chinolinegeel behoort tot de additieven waarvan de Britse voedingsautoriteit in september 2007 aangaf dat het verminderen van het gebruik hiervan, wanneer het gebruikt wordt in combinatie met het conserveermiddel benzoëzuur, bij hyperactieve kinderen mogelijk enig positief effect kan hebben.
In cosmetica wordt het gebruikt onder INCI-code CI47005.